# الا هارپر
الا هارپر (انگلیسی: Ella Harper; ۵ ژانویهٔ ۱۸۷۰ – ۱۹ دسامبر ۱۹۲۱) فرد معلول اهل ایالات متحده آمریکا بود.
الا هارپر در سال ۱۸۷۰ در آمریکا متولد شد. مشخصه‌ای که او را از دیگران متمایز می‌کرد، ساختار زانوهای او بود. زانوهای الا برخلاف دیگران به عقب خم می‌شد.
وی به دلیل ساختار زانوهایش مجبور بود چهار دست و پا حرکت کند و به همین دلیل به او دختر شتری می‌گفتند.